# ヒガラ
ヒガラ（日雀、学名：Periparus ater Linnaeus, 1758, シノニム: Parus ater Linnaeus, 1758）は、スズメ目シジュウカラ科シジュウカラ属に分類される鳥類の一種。

## 分布
ユーラシア大陸の広範囲にかけてとアフリカ北部のアルジェリア、チュニジア、モロッコおよび日本、台湾に分布する。
日本では亜種ヒガラ（学名：Periparus ater insularis）が北海道、本州、四国、九州（屋久島まで）に周年生息する（留鳥または漂鳥）。

## 形態
全長は約11 cm、翼開長が約17 cmで、全長約14 cmのスズメや約13 cmのコガラよりも小さく、日本のカラ類の中では最小の種。上面は青味がかった灰色や黒褐色、下面は淡褐色の羽毛で覆われる。頭頂は黒い羽毛で被われ、羽毛が伸長する短い冠羽がある。頬から後頸にかけて白い斑紋が入るが、喉から胸部にかけて黒い斑紋に分断され胸部の明色部とは繋がらない。翼の色彩は灰黒色。と中雨覆の先端（羽先）に白い斑紋が入り、静止時には2本ずつの白い筋模様（翼帯）に見える（シジュウカラの白い翼帯は1本）。
嘴や後肢の色彩は黒い。雌雄同色。
卵は白い殻で覆われ淡紫色や赤褐色の斑点が入る。

## 生態

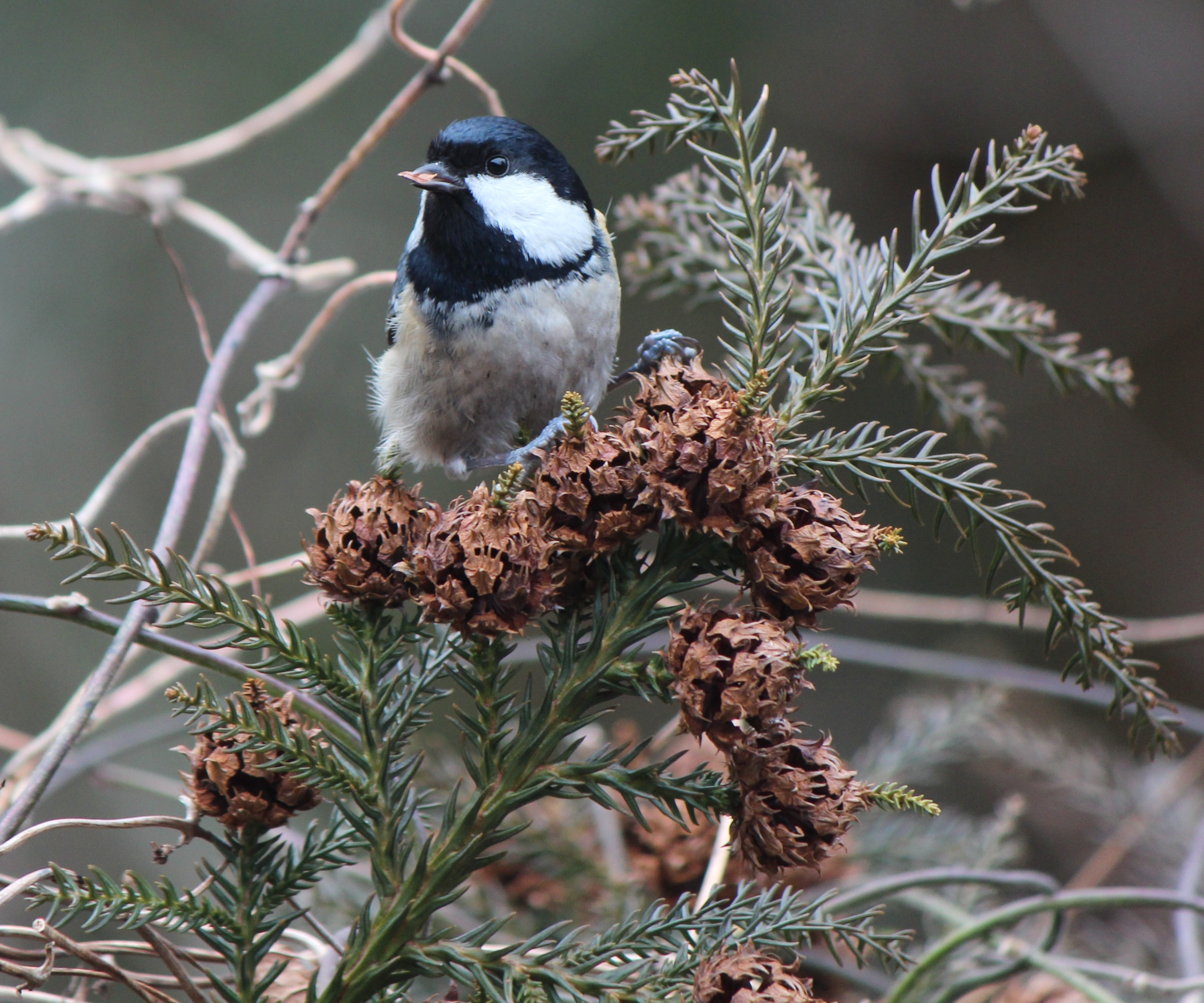
スギの種子を食べるヒガラ

平地、山地、亜高山帯の針葉樹林に生息する。冬季になると標高の低い場所へ移動する。秋季や冬季は群れを形成して生活し、コガラなどのシジュウカラ科の他種やキクイタダキなどと混群を形成することもある。
食性は雑食で、昆虫、クモ、果実、草木の種子（アカマツやカラマツなどのマツ類の種子も好む）。などを食べる。樹木の枝先付近を動き回ることが多く、樹上で採食を行う。木の幹の隙間に種子などの食物を貯蔵することもある。

繁殖形態は卵生。繁殖期にはペアで縄張りを形成する。樹洞やキツツキの古巣の中に苔類や獣毛、羽毛を敷いた巣に、日本では5-7月に1回に5-8個の卵を産む。メスのみが抱卵し、抱卵期間は14-18日。雛は孵化してから16-18日で巣立ち、巣立ちしてから約2週間で独立する。オスはシジュウカラよりも速いテンポで『ツピン　ツピン　ツピン』と高木の上でさえずる。

## 人間との関係
樹洞に巣を作るので巣箱を利用することもある。北海道室蘭市の指定の鳥である。

## 分類
以下の亜種に分類されている。
- Periparus ater britannicus (Sharpe & Dresser, 1871) - グレートブリテン島とアイルランド島北東部に分布する。
- Periparus ater hibernicus (W.Ingram, 1910) - アイルランド島の北東部以外に分布する。
- Periparus ater ater Linnaeus, 1758 - スカンジナビア半島、ヨーロッパ北東部から、シベリア、カムチャッカ半島、日本の北部、大韓民国、中国東北部、モンゴル国北東部にかけて分布する。
- Periparus ater abietum (Brehm, 1831) - ヨーロッパ西部・中部・南東部とアナトリア半島に分布する。
- Periparus ater vieirae (Nicholson, 1906) - イベリア半島に分布する。
- Periparus ater sardus (Kleinschmidt, O, 1903) - コルシカ島とサルデーニャに分布する。
- Periparus ater atlas (Meade-Waldo, 1901) - モロッコに分布する。
- Periparus ater ledouci (Malherbe,  1845) - アルジェリア北部とチュニジアに分布する。
- Periparus ater cypriotes (Dresser, 1888) - キプロスに分布する。
- Periparus ater moltchanovi (Menzbier, 1903) - クリミア半島南部に分布する。
- Periparus ater michalowskii (Bogdanov, 1879) - コーカサスの南西部以外と南コーカサス中部・東部に分布する。
- Periparus ater derjugini (Zarudny & Dresser, 1903) - トルコ北東部とコーカサス南西部に分布する。
- Periparus ater eckodedicatus (Martens, J, Tietze & Sun, 2006) - 中国西部に分布する。
- Periparus ater gaddi (Zarudny, 1911) - アゼルバイジャン南東部とイラン北部に分布する。
- Periparus ater chorassanicus (Zarudny & Bilkevitch, 1911) - トルクメニスタン南西部とイラン北東部に分布する。
- Periparus ater phaeonotus (Blanford, 1873) - イラン南西部に分布する。
- Periparus ater rufipectus (Severtsov, 1873) - カザフスタン南東部と中国北西部に分布する。
- Periparus ater martensi (Eck, 1998) - ネパール中部のガンガク川流域に分布する。
- Periparus ater melanolophus (Vigors, 1831) - アフガニスタン東部とパキスタン北西部からヒマラヤ山脈北西部にかけて分布する。
- Periparus ater aemodius (Blyth, 1845) - ヒマラヤ山脈東部からブータン北部にかけて分布する。
- Periparus ater pekinensis (J.Verreaux, 1868) - 中国の中央東部に分布する。
- Periparus ater insularis (Hellmayr, 1902) - ヒガラ、千島列島南部と日本に分布する。
- Periparus ater kuatunensis (La Touche, 1923) - 中国南東部に分布する。
- Periparus ater ptilosus (Ogilvie-Grant, 1912) - 台湾に分布する。

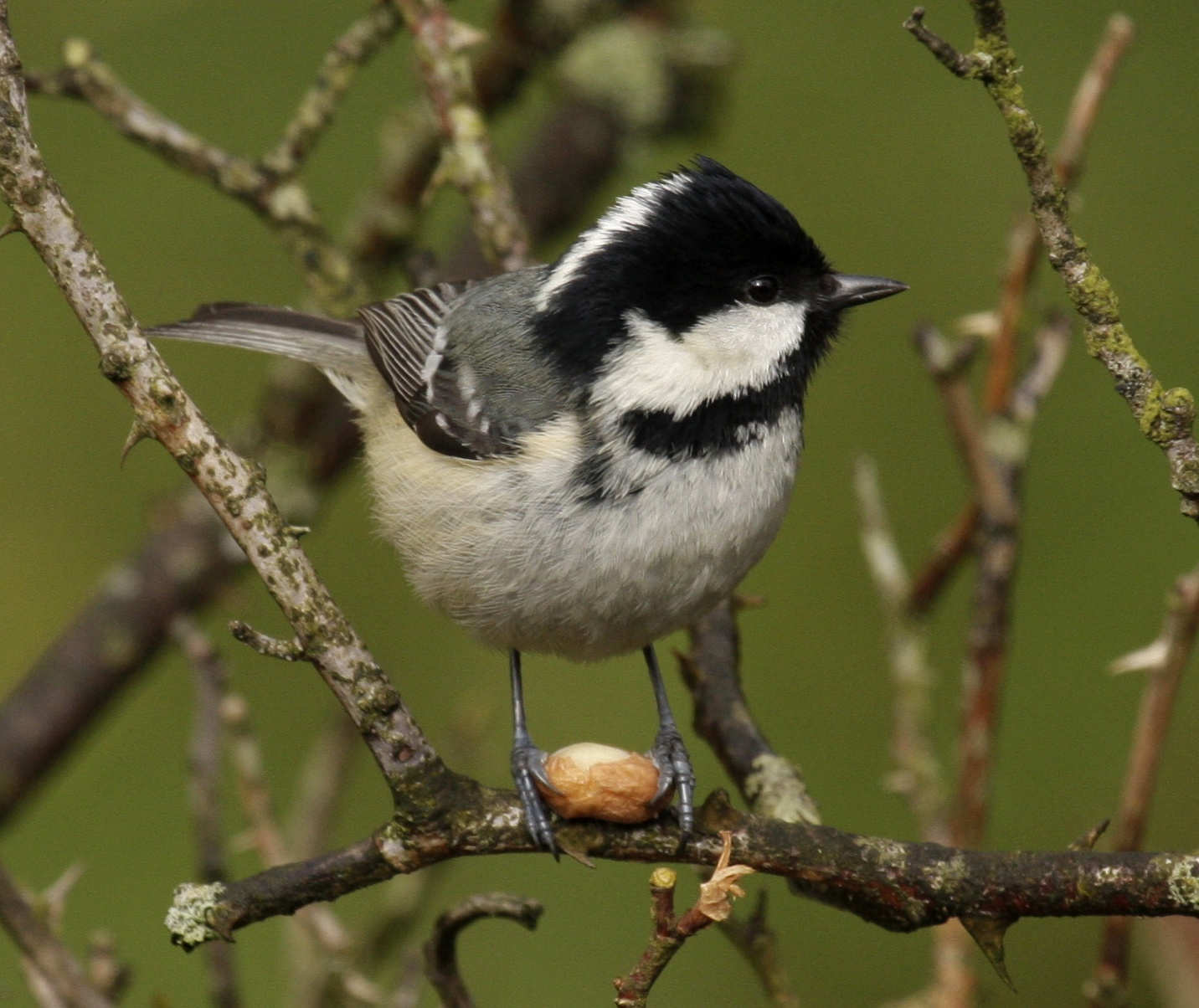
P. a. britannicus イギリスに分布する亜種
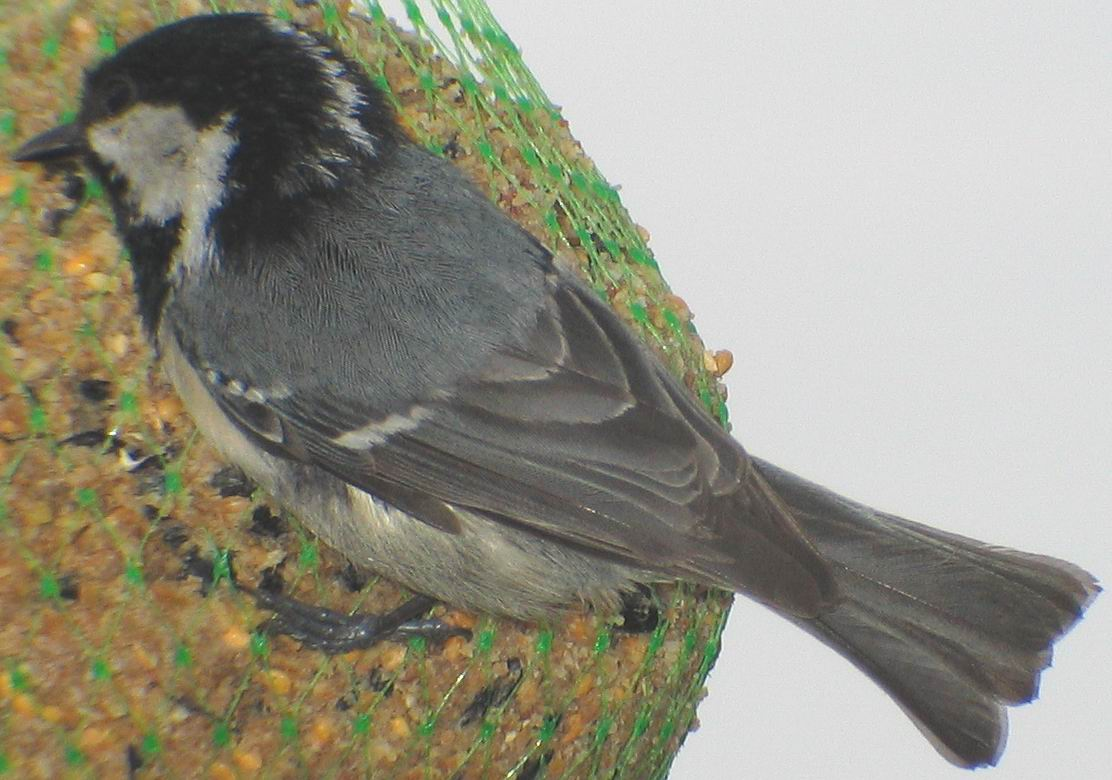
P. a. ater ユーラシア大陸の広範囲に分布する亜種
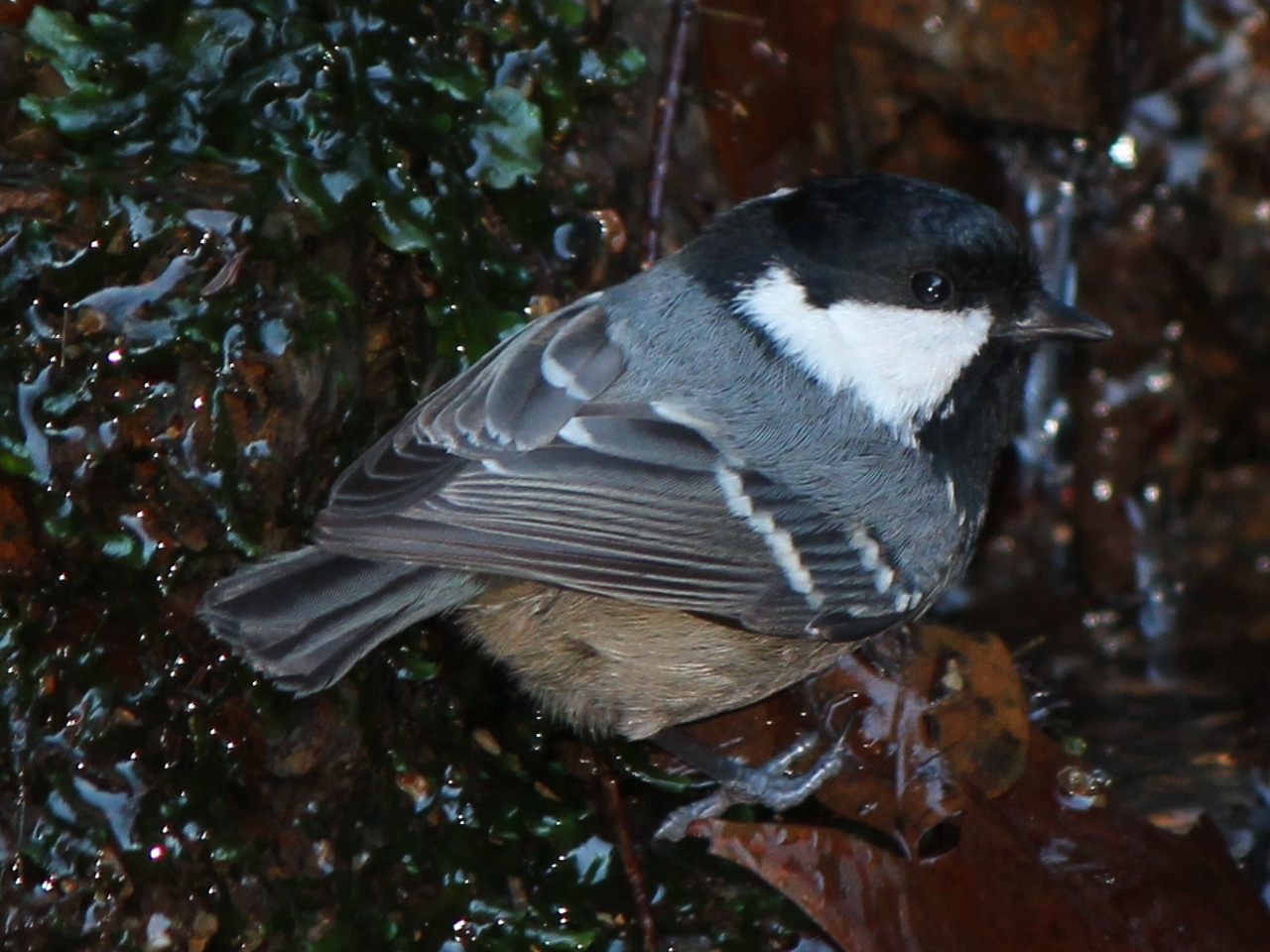
P. a. insularis 千島列島南部と日本に分布する亜種ヒガラ
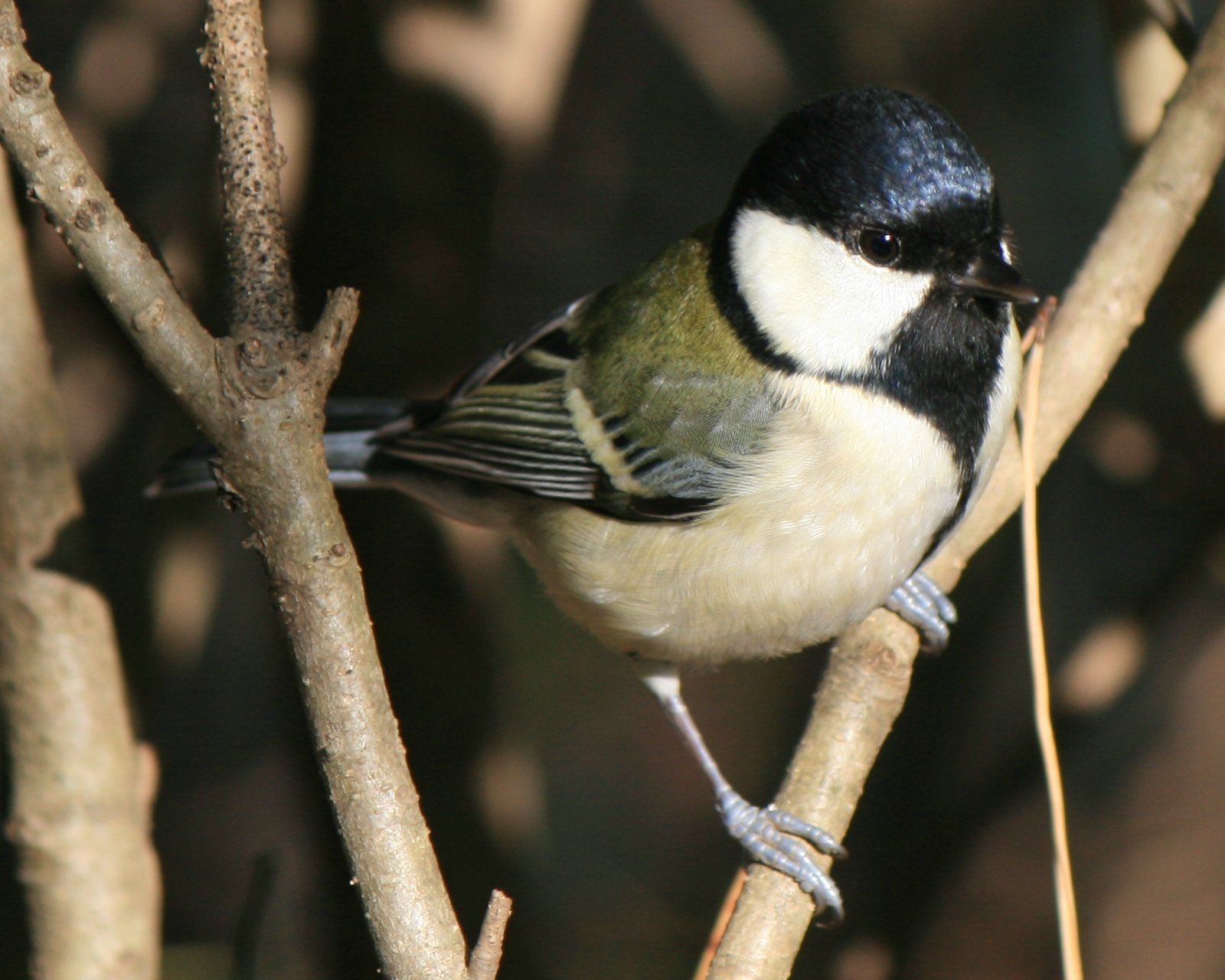
シジュウカラの白い筋模様（翼帯）は1本

## 種の保全状況評価
国際自然保護連合（IUCN）により、2010年からレッドリストの軽度懸念（LC）の指定を受けている。
日本では以下の都道府県でレッドリストの指定を受けている。
- 絶滅危惧II類 - 長崎県
- 準絶滅危惧 - 山口県[16]
- 地帯別危惧 - 埼玉県[17]